# Coryllis des Sangir
Loriculus catamene
Espèce
Statut de conservation UICN

 NT  : Quasi menacé
Statut CITES
Le Coryllis des Sangir (Loriculus catamene) est une espèce d'oiseaux de la famille des Psittacidae.

## Taxonomie

### Histoire
Loriculus catamene était auparavant considéré comme une sous-espèce du Coryllis des Moluques (Loriculus amabilis).

## Répartition
Il est endémique de l'île de Sangir en Indonésie.

## Menaces
Le Coryllis des Sangir est une espèce quasi menacée. Sa population est estimée entre 6700 et 31000 individus.